# 小俣氏
小俣氏（おまたうじ）は、武家のひとつ。本姓は源氏。家系は清和源氏のひとつ河内源氏の名門　源義国を祖とする足利氏の支族の一つ。足利泰氏の子の小俣賢宝を祖とする。下野の足利荘小俣村（現・栃木県足利市小俣町）から起こったため、小俣姓を名乗った。

## 足利氏支族の小俣氏

### 鎌倉時代
足利泰氏の庶子に始まる小俣氏は斯波氏・渋川氏・一色氏・上野氏・加古氏と共に鎌倉幕府の重鎮である足利家を支えた。

### 南北朝時代
足利一族である小俣氏は南北朝時代、下野だけでなく九州および甲斐など、各地に転戦する。
小俣尊光の弟、義弘は足利直義方に味方して足利尊氏と対立した結果、甲斐国郡内地方の桂川流域に土着し、甲斐小俣氏となった。子孫は山梨県に多い。
小俣氏は九州に於いて活躍した。九州探題一色範氏（道猷）の侍所であった小俣氏義（沙弥・道剰）は九州探題府で内部工作をはかり、足利直冬が九州で優位に立つきっかけを作った。
子の小俣氏連（治部少輔・少輔七郎）も有名な武将である。氏連は足利尊氏の九州下向の時にも他の足利支族達と共に従い、室町幕府の開設に大きな役割を果たした。
子孫は足利方による九州の南軍の掃討戦に大活躍し、庶流は土着した。

### 室町時代
氏連の兄弟に詮氏（宮内少輔・六郎）がいる。足利義詮の近臣として活躍し室町幕府の確立に力を尽くした。
直系嫡流子孫は将軍家の奉公衆となり足利家の御料所の代官もつとめた。

### 甲斐小俣氏
『甲斐国志』に、「鶴島御前ト称ス山頂平坦ノ地ヲ日向屋敷ト云 土人相伝ヘテ小俣日向守ナル者ノ居館ナリシトゾ」とある。

### 丹後小俣氏
小俣氏連の子である小俣満連は足利義満に仕え奉公衆に列せられた。一色満範が山名氏を討った功で丹後守護に任じられると満連も丹後にある足利将軍家の直割料（御料所）の荘官に任じられ丹後に下った。
以後丹後の小俣氏は持連・成連・尚連・稙連・晴連・藤連・昭連と山陰において栄えた。
小俣稙連は応仁の乱以降の丹後府中での戦いで荒廃していた丹後安国寺を再興したことで有名である。
安国寺は信仰の対象である寺であることは当然であるが、守護領に対する足利将軍家（幕府）の重要な出先機関でもあり、守護と幕府間に騒乱が勃発した場合には幕府が守護家を攻めるための軍事拠点（城）となる重要な施設であったとされる。
政争に明け暮れた将軍足利義稙の命で稙連が苦労して再興したのだろう。北側の寺裏山に砦（城塞）も築かれたといわれている。
丹後安国寺は天橋立港を見下ろす小高い丘上にあり、交通の要衝を抑えるかたちでつくられている。
丹後が長岡家のものとなると、小俣昭連は最後の将軍足利義昭に従い備後鞆へ向かう。やがて将軍が京都へ帰ると従い、最後まで看取った者の内の一人といわれている。

## 系図
```
 
足利泰氏

∥　┃
∥　┣━━━┳━━━━┳━━━━┓
∥ 
賢宝
　　
頼氏
　　
斯波家氏
　
一色公深

∥　┣━━━┳━━━┓

小俣頼宝
　尊宝　　仲義　覚助　氏義
```

（丹後小俣氏）
小俣氏義ー氏連ー満連ー持連ー成連ー尚連ー稙連ー晴連ー藤連ー昭連

## 大中臣氏支族の小俣氏
- 伊勢国度会郡小俣（現在の三重県伊勢市小俣町付近）を中心に勢力を張った伊勢神宮神官の大中臣氏族の一族が小俣氏を称する。

## 横山党支族の小俣氏
- 武蔵国多摩郡横山庄（現在の東京都八王子市付近）を中心に勢力を張った武蔵七党の一つ横山党の一族が小俣氏を称する。